# Agilolfingos

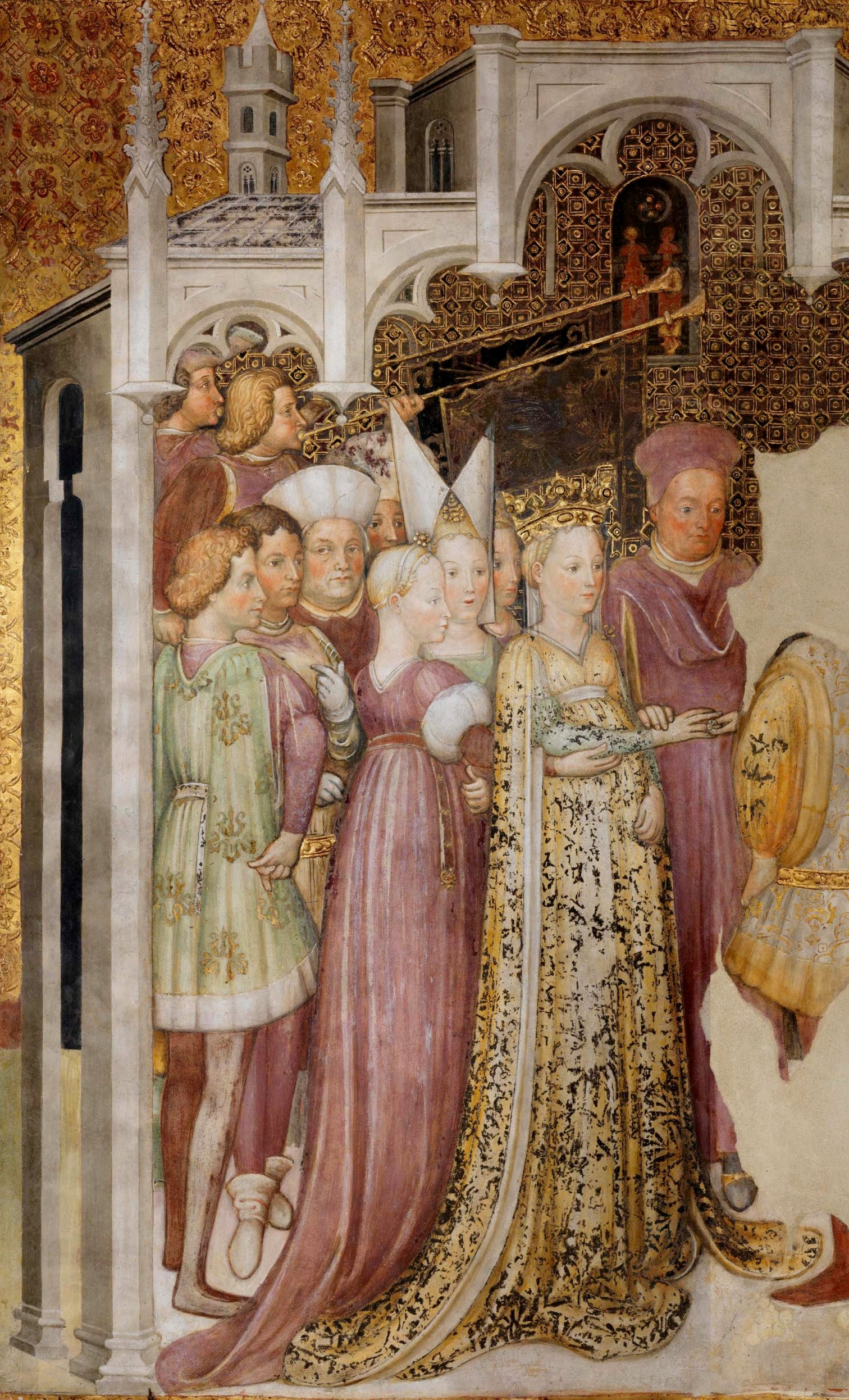
Teodolinda (c. 570–628), filha de Garibaldo I, afresco de Zavattari

Os Agilolfingos eram uma família nobre da baviera, talvez de origem franco-sueva que, historicamente, governou o Ducado da Baviera entre 550 e 788, de forma independente ou como vassalos dos reis francos. Entende-se que a família é descendente do príncipe Agilolfo, o Suevo, neto de Hermerico rei suevo da Galécia. O primeiro duque mencionado em documentos é Garibaldo I.
O termo "Agilolfingo" as vezes é usado pelos historiadores para indicar a dinastia que governou o Reino Lombardo e a Itália por quase todo o século VII, de 616 a 712 (mas não continuamente), com oito reis. Os Bávaros foram relacionados com os agilolfingos da Baviera: a mais antiga dinastia lombarda dos letingos continuou, mas através de uma série de sucessões femininas; Do lado masculino, a rainha Teodolinda, cujo casamento com o rei lombardo Autário traça o início da dinastia ao Reino Lombardo, foi em vez disso a filha de um Agilolfingio da Baviera, o mesmo Garibaldo I.

## Agilolfingos naBaviera
- Garibaldo I, duque da Baviera 548-591.
- Tassilão I, rei da Baviera 591-610, filho de Garibaldo I.
- Garibaldo II, duque da Baviera 610-630, filho de Tassilão I.
- Fara, duque da Baviera, 630-640, filho de Garibaldo II.
- Teodão I, duque da Baviera, 640-680, filho de Tassilão I.
- Lamberto, duque da Baviera 680, filho de Teodão I.
- Teodão II, duque da Baviera 680-716, filho de Teodobaldo (filho de Tassilão I).
- Teodeberto, duque da Baviera, em Salzburgo 702-719, filho de Dietenheim II.
- Teobaldo, duque da Baviera, provavelmente, em Regensburg 711-719, filho de Teodão II.
- Tassilão II, duque da Baviera, em Passau 716-719, filho de Teodão II.
- Grimualdo, duque da Baviera, em Freising, 716-719 e a partir de 719 a 725, duque da Baviera, filho de Teodão II.
- Ugoberto, duque da Baviera 725-737, filho de Teodeberto.
- Odilão, duque da Baviera 737-748. Agilolfingio de um ramo colateral.
- Grifo, o filho de Carlos Martel e Swanachilde (filha de Tassilão II ou Teodeberto) 748 (usurpador)
- Tassilão III, duque da Baviera 748-788, filho de dom Odilo
- Teodão e Teodeberto, os filhos de Tassilão III, foram fechados em um mosteiro.

## Agilolfingos naItália
- Teodolinda, filha de Garibaldo I da Baviera, rainha dos Lombardos (a esposa de Autari e, em seguida, de Agilulf).
- Adaloaldo, rei dos Lombardos, a partir de 616 em 625, filho de Agilulf e Theudelinda
- Gundeperga, filha de Autari e Teodolinda, foi casada com o rei Arioaldo (626-636) e, em seguida, o rei Rotário (636-652) e foi a mãe de Rodoaldo (652-653)
- Gundoaldo, duque de Asti, filho de Garibaldo I da Baviera, fundador da dinastia, a Baviera:
- Ariberto I, rei dos Lombardos (653-661(filho de Gundoaldo
- Duas torres simétricas, o filho mais velho de Ariperto, rei dos Lombardos (661-662 (com
- Bertário, filho mais novo de Ariperto, rei dos Lombardos (661-662 e 671-688)
- Teódata, filha de Ariberto, casado Grimualdo, duque de Benevento, e, em seguida, rei dos Lombardos (662-671), e foi a mãe de Garibaldo, o rei recém-nascido (671) para as três meses
- Cuniberto, rei dos Lombardos (688-700), filho de Bertário
- Liuberto, rei dos Lombardos (700-701 e 701-702), filho de Cuniberto
- Regimberto, rei dos Lombardos (701), o filho de duas torres simétricas
- Ariberto II, rei dos Lombardos (702-712), filho de Regimberto